# Ricardo Peña
Ricardo Tomas Capizzi (Ricardo Peña) (Buenos Aires, 23 de abril de 1941-Caracas, 29 de septiembre de 2009) fue un actor, guionista, productor, director de televisión, narrador y filántropo argentino-venezolano.
Fue productor de grandes éxitos de la televisión venezolana como Súper Sábado Sensacional, el Festival Internacional de la Orquídea, Mega match y Bailando con las estrellas. Peña además fue conocido internacionalmente por haber interpretado a El señor consejo de la judicatura en el exitoso programa La guerra de los sexos, mismo que el creo y el cual es considerado su producción más exitosa.

## Trayectoria

### Inicios
En su gran trayectoria, trabajo en la producción de novelas (cuando se realizaban en vivo), programas de comedia y programas de concurso. Intervino en 1960 en la película de Argentina Héroes de hoy dirigida por Enrique Dawi.
En su país natal, Argentina, trabajó en dos programas: La Campana de Cristal (el cual se encargaba de desarrollar tareas benéficas), y La Botica del Ángel. Ambas creaciones marcaron la época y el estilo de la televisión. 
Luego, viajó a Brasil, y con mucho éxito trabajo en la Rede Globo junto a Silvio Santos. También, en la Universidad de El Salvador, Argentina se dedicó a profesor de producción televisiva, en el área audiovisual.

### Carrera en Venevisión
Llega a Venezuela en 1973 como productor de Venevisión, llegando inmediatamente como productor de televisión, y creando junto a Amador Bendayán el programa Super Sábado Sensacional, el cual se convirtió en uno de los maratónicos más emblemáticos de la pantalla chica, y creando junto diferentes programas y secciones, además del Festival de la Orquídea, maratonicos. También se encargaría de producciones relacionadas con el Miss Venezuela dentro del sabatino, como La Gala de la Belleza.
En 1996, crea el concurso intercolegial Mega Match, inicialmente como segmento de Sábado Sensacional, y luego como programa independiente al sabatino. En el 2000, crea el concurso de gincanas entre famsos, La Guerra de los sexos, donde además se encargó de encarnar al "Sr Consejo" de la judicatura, en cuál se encargaba de poner orden y mandar en el programa.
Sus últimas producciones las constituyeron el recibimiento a Stefanía Fernández, Miss Universo 2009 y el homenaje al "Zar de la Belleza" Osmel Sousa, presidente de la Organización Miss Venezuela, transmitidos los días sábado 19 y 26 de septiembre de 2009, respectivamente.

## Filmografía
- Héroes de hoy (1960)
- Sal y Pimienta: Flora y Hortensia (1993) - El mismo
- La guerra de los sexos (2000-2009)  - El señor consejo de la judicatura

## Producciones
- Super Sábado Sensacional (1973-2009)
- Mega Match (1996-2006)
- La Guerra de los sexos (2000-2009)
- El Gran Navegante (2007-2009)

También creó y produjo los siguientes segmentos y eventos:
- El Tele-Radio Pabellón (A beneficio del Hogar Clínica San Rafael desde Maracaibo) (1973-1987)
- El Disc-Jockey Sensacional (1973-1987)
- Premio Meridiano de Oro (1973-1993)
- Los Recibimientos a Miss Venezuela con el Cuadro de Honor (1973-2009)
- Festival Internacional de la Canción de Viña del Mar (1973-2005)
- Navidad Sensacional/Navidad En Venevisión (1973-2008)
- Fin de Año Sensacional (1973-2008)
- Feria de La Chinita (1973-2009)
- Festival OTI de la Canción (1974-1993)
- Quinceañeras Sensacionales (1975-2004)
- La Voz Sensacional (1976)
- El Carnaval de la Salsa (1977)
- Las 36 Horas de La Bondad (1977)
- Elección Reina de Venezuela (1979)
- Recibimientos a Miss Universo (1979-2009)
- El Festival Infantil de la Canción (1980)
- La Cenicienta Sensacional (1980)
- Los Morochitos Sensacionales (1980)
- El Festival de los Famosos (1980-1983)
- La Cara Más Linda de Venezuela (1980-1987)
- El Galán de Venezuela (1980-1988)
- El Mini Venezuela (1980-1996)
- El Mini Universo (1980-1996)
- Miss Momento (1981)
- EL 20° Aniversario de Venevisión desde el Estadio José Encarnación Romero de Maracaibo (1981)
- La Gala de la Belleza del Miss Venezuela (1981-2009)
- Recibimientos a Miss Mundo (1981-1995)
- EL 21° Aniversario de Venevisión (1982)
- Anita la Huerfanita (1982-1983)
- Señorita México (1982-1985)
- La Gran Fiesta de la "V" de Oro de Venevisión (1982-2001)
- Festival Internacional de la Orquídea (1982-2009)
- El Bombón de la Sifrina (1983)
- Los Titanes del Ring (1983)
- Las Olimpiadas de los Bebés (1983)
- Las Mini Estrellas (1983-2000)
- Los Mini Pops (1983-2005)
- El Súper Bingo de la Bondad (A beneficio del Hospital Ortopédico Infantil) (1983-2009)
- Las Bodas Sensacionales (1984-2006)
- El Festival del Padrino (1985)
- 50 Estrellas para 50 Años (1985)
- Festimágico Infantil (1985-1986)
- El Hall de la Fama (1985-1989)
- La Feria Internacional de Barquisimeto (1985-1995)
- La Feria de San José de Maracay (1985-1997)
- El Libro de Oro de la Fundación Casa del Artista de Venezuela (1985-1998)
- La Feria Internacional de San Sebastián (1985-2002)
- La Feria Internacional del Sol (1985-2002)
- Los Recibimientos a Miss Internacional (1985-2006)
- La Generación Halley (1986)
- Los 25 Años de la "V" de Plata (1986)
- El Estado Aragua Somos Todos (1987)
- Miss Hispanidad (1987-1992)
- La Feria Internacional de Valencia (1987-1991)
- Los Mini Reyes del Humor (1987-2005)
- La Gran Noche de los Artistas (1988)
- Ánimo Amador (1988)
- El Mini Disc-Jockey Sensacional (1988-1993)
- La Fiesta de las 100 Estrellas desde la Plaza Caracas (1989)
- El Día "V" de Venevisión (1989)
- Por Ti Venezuela (1989)
- El Raspa-Guácharo (1989-1991)
- La Bailanta de los Enamorados desde Caricuao (1990)
- El Concierto de Oscar d'León a Beneficio del Hospital Universitario de Caracas (1990)
- El Carnaval Calle 8 desde Miami (1990)
- La Sensacional Canción de la Década de los 80's (1990)
- El Artista Visita Su Casa (1990-1991)
- Súper Sábado Sensacional En Panamá (1990-1992)
- El Show de los Galanes (1990-1992)
- La Isla Feliz Aruba (1990-1992)
- El Metro de Caracas (1990-1993)
- Las 10 Canciones Sensacionales del Año (1991-1994)
- Las Bailantas Sensacionales (1990-1999)
- El Helicóptero Sensacional (1990-1999)
- El Circo de Los Valentinos (1990-2002)
- El Día de los Artistas firmando el Libro de los Ídolos Sensacionales (1990-2009)
- El Poliedrazo desde el Poliedro de Caracas (1991)
- El 30° Aniversario de Venevisión (1991)
- El Circo De La Chilindrina (1991)
- El Festival Acapulco (1991-1997)
- Puerto Rico es Sensacional (1991-1998)
- El Escenario Mecánico (1991-2008)
- La Isla Feliz Curazao (1992)
- Súper Sábado Sensacional desde la Avenida Bolívar (Caracas) (1992)
- Las 6.500 Horas de Transmisión de Súper Sábado Sensacional (1992)
- El Puente Aéreo Caracas-Maracaibo (1992-1995)
- Sábados Locos (1992-2000)
- Súper Sábado Sensacional de la Solidaridad (1993)
- Feria Internacional de Barinas (ciudad) (1993-1995)
- El Maratón de los Famosos (1993-1997)
- El Despliegue de la Bandera de Venezuela (1993-2004)
- El Día "S" de Venevisión (1994)
- El Circo de Quico (1994)
- Los 25 Sensacionales (1995)
- El Libro 25 Años Bodas de Plata de Súper sábado sensacional (1995)
- La Cumbre de la Salsa (1995-1996)
- Colombia es Sensacional (1995-1996)
- El Paseo de la Fama del Boulevard Amador Bendayan (1995-2009)
- El Certamen de la Fan Enamorada de Servando & Florentino (1997)
- Venevisión de la Mano con el Estado Sucre (1997)
- Súper Sábado Sensacional desde Ciudad Bolívar (1997)
- La Elección de la Reina de los XII Juegos Deportivos Nacionales de Venezuela en San Felipe (Venezuela) (1997)
- Sorpresa Sensacional (1997-1998)
- Súper Sábado Sensacional desde el Estado La Guaira (1997-1999)
- El 37° Aniversario de Venevisión desde la Plaza de toros Monumental de Maracaibo (1998)
- El Show del Dinero (1998-1999)
- Sueño Sensacional (1998-2000)
- La Invasión Sensacional (1998-2004)
- El 38° Aniversario de Venevisión (1999)
- Ellas y Ellos (2000)
- El Momento de la Verdad (2001)
- El Acorazado de las Estrellas (2002)
- Por amor a Venezuela (2002)
- Estrellas De La Música (2002)
- Camino al Miss Venezuela (2003)
- Generación S (2003)
- La Ruta al Mister Venezuela (2003-2004)
- Mister Venezuela (2003-2006)
- Feria Internacional de San Celestino desde Anzoátegui (2004)
- Súper Cómico Sensacional (2004)
- Venevisión Busca Animador (2004)
- Para Toda La Vida (2004-2009)
- Super Sabadito Sensacional (2005)
- Bailando con las Estrellas (2005-2006)
- El Precipicio Reforzado (2006-2009)
- Bailando con las Reinas (2007)
- Calle Ciega, La Prueba Final (2007)
- Bailando con los Gorditos (2007-2008)
- Buscando una Estrella (2008)
- Bailando con los Abuelos (2008)
- Somos Tú y Yo, el Reality (2008)
- Las Desventuras de Luisa Fernanda (2009)

## Fallecimiento
La noche del martes 29 de septiembre de 2009, Peña falleció a los 68 años de edad debido a un paro respiratorio. La televisora privada Venevisión anunció en un comunicado que él murió tras salir de las instalaciones de la cadena al concluir la grabación de La Guerra de los sexos.
El velorio de Peña tuvo lugar en la Capilla Imperial de la Funeraria Vallés, en Caracas, del 30 de septiembre de 2009 hasta el mediodía del día siguiente. Al acto asistió gran parte del equipo técnico con el que él trabajaba. Su última morada fue en su natal Argentina.